# Phrurolithus tamaulipanus
Phrurolithus tamaulipanus là một loài nhện trong họ Phrurolithidae.
Loài này thuộc chi Phrurolithus. Phrurolithus tamaulipanus được Willis J. Gertsch & Michael Davis miêu tả năm 1940.